# Regions Morgan Keegan Championships and the Cellular South Cup 2011 - Qualificazioni singolare maschile
Le qualificazioni del singolare maschile del Regions Morgan Keegan Championships and the Cellular South Cup 2011 sono state un torneo di tennis preliminare per accedere alla fase finale della manifestazione. I vincitori dell'ultimo turno sono entrati di diritto nel tabellone principale. In caso di ritiro di uno o più giocatori aventi diritto a questi sono subentrati i lucky loser, ossia i giocatori che hanno perso nell'ultimo turno ma che avevano una classifica più alta rispetto agli altri partecipanti che avevano comunque perso nel turno finale.

## Giocatori

### Teste di serie
1. Kei Nishikori (ultimo turno)
2. Björn Phau (ultimo turno)
3. Igor' Kunicyn (ultimo turno)
4. Dustin Brown (ultimo turno)

1. Michael Russell (qualificato)
2. Jan Hájek (qualificato)
3. Robert Kendrick (qualificato)
4. Ryan Sweeting (qualificato)

### Qualificati
1. Jan Hájek
2. Ryan Sweeting

1. Robert Kendrick
2. Michael Russell

## Tabellone qualificazioni

### 1ª sezione
|  | Primo turno | Primo turno        | Primo turno  | Primo turno | Primo turno |  |  | Ultimo turno | Ultimo turno  | Ultimo turno  | Ultimo turno | Ultimo turno |  |
|  |             |                    |              |             |             |  |  |              |               |               |              |              |  |
|  | 1           | Kei Nishikori      | 2            | 6           | 6           |  |  |              |               |               |              |              |  |
|  |             | Alex Bogomolov Jr. | 6            | 4           | 3           |  |  | 1            | Kei Nishikori | Kei Nishikori | 3            | 1            |  |
|  | WC          | Blake Strode       | Blake Strode | 0           | 2           |  |  | 6            | Jan Hájek     | Jan Hájek     | 6            | 6            |  |
|  | 6           | Jan Hájek          | Jan Hájek    | 6           | 6           |  |  |              |               |               |              |              |  |

### 2ª sezione
|  | Primo turno | Primo turno   | Primo turno   | Primo turno | Primo turno |  |  | Ultimo turno | Ultimo turno  | Ultimo turno | Ultimo turno | Ultimo turno |  |
|  |             |               |               |             |             |  |  |              |               |              |              |              |  |
|  | 2           | Björn Phau    | 7             | 3           | 6           |  |  |              |               |              |              |              |  |
|  |             | Ryan Harrison | 5             | 6           | 3           |  |  | 2            | Björn Phau    | 6            | 1            | 63           |  |
|  | WC          | Joe Salisbury | Joe Salisbury | 1           | 3           |  |  | 8            | Ryan Sweeting | 3            | 6            | 7            |  |
|  | 8           | Ryan Sweeting | Ryan Sweeting | 6           | 6           |  |  |              |               |              |              |              |  |

### 3ª sezione
|  | Primo turno | Primo turno     | Primo turno   | Primo turno | Primo turno |  |  | Ultimo turno | Ultimo turno    | Ultimo turno    | Ultimo turno | Ultimo turno |  |
|  |             |                 |               |             |             |  |  |              |                 |                 |              |              |  |
|  | 3           | Igor' Kunicyn   | Igor' Kunicyn | 6           | 6           |  |  |              |                 |                 |              |              |  |
|  |             | Donald Young    | Donald Young  | 1           | 3           |  |  | 3            | Igor' Kunicyn   | Igor' Kunicyn   | 3            | 4            |  |
|  |             | Bobby Reynolds  | 64            | 6           | 3           |  |  | 7            | Robert Kendrick | Robert Kendrick | 6            | 6            |  |
|  | 7           | Robert Kendrick | 7             | 3           | 6           |  |  |              |                 |                 |              |              |  |

### 4ª sezione
|  | Primo turno | Primo turno     | Primo turno     | Primo turno | Primo turno |  |  | Ultimo turno | Ultimo turno    | Ultimo turno    | Ultimo turno | Ultimo turno |  |
|  |             |                 |                 |             |             |  |  |              |                 |                 |              |              |  |
|  | 4           | Dustin Brown    | Dustin Brown    | 7           | 6           |  |  |              |                 |                 |              |              |  |
|  | WC          | Jordan Cox      | Jordan Cox      | 65          | 2           |  |  | 4            | Dustin Brown    | Dustin Brown    | 2            | 0            |  |
|  |             | Tim Smyczek     | Tim Smyczek     | 1           | r           |  |  | 5            | Michael Russell | Michael Russell | 6            | 6            |  |
|  | 5           | Michael Russell | Michael Russell | 1           |             |  |  |              |                 |                 |              |              |  |